# 985 Rosina
985 Rosina este o planetă minoră (asteroid) din Mars-crossing asteroid[*]. A fost descoperită pe 14 octombrie 1922 la Observatorul Königstuhl de Karl Wilhelm Reinmuth. 
Obiectul prezintă o orbită caracterizată de o semiaxă mare de 2,2992129494436 UAi, o excentricitate de 0,27764974620258, o înclinație de 4,059 ° în raport cu ecliptica.